# Legio I Germanica
A Legio I Germanica (I. germániai légió) egy római légió volt, amelyet feltehetően Julius Caesar alapított i.e 48-ban a Pompeius elleni polgárháború során. Neve nem a katonák eredetére, hanem szolgálati helyére utal. Az i.sz. 70-es batavus felkelés után a légió maradékát beolvasztották Galba 7. légiójába. Jelvénye ismeretlen, de feltehetően Caesar többi légiójához hasonlóan (a Legio V Alaudae) kivételével) bika volt.

## Eredete
Két elmélet létezik az I. germániai légió eredetéről. Az elfogadottabb szerint Caesar állította fel i.e 48-ban a Pompeius elleni háborúban. Ebben az esetben az egység részt vett a farzaloszi csatában.
A másik elképzelés szerint Caesar híve, Gaius Vibius Pansa Caetronianus alapította, aki i.e. 43-ban halt meg a Marcus Antonius ellen vívott Forum Gallorum-i csatában és a légió katonáit is ebben az évben toborozta.
Augustus hatalomra jutása után a megmaradt légiók közé került, de a többiekhez eltérően nem kapta meg (vagy elvesztette) az Augusta melléknevet. Ennek oka a cantabriai háborúban elszenvedett vereség és hadijelvényének elvesztése volt.

## Hispániai vereség
A légió római polgárháború utáni sorsa nem teljesen tisztázott. Feltehetően azonos azzal az I. légióval, amelyet Augustus küldött Hispániába Marcus Agrippa parancsnoksága alatt. Érmeleletek tanúsága szerint egy I. légió i.e. 30 és 1.e 16 között Hispania Tarraconensis provinciában állomásozott, ahol harcolnia kellett a cantabrusok és asztúrok ellen vívott cantabriai háborúkban. Cassius Dio szerint egy légió visszavonult a háborúban és emiatt elveszítette Augusta melléknevét; ez feltehetően azonos a Legio I-el.
Időszámításunk kezdete körül az I. légió a rajnai határnál jelenik meg. Tacitus Annalese szerint Tiberius császártól kapta hadijelvényeit, bár általában csak újonnan felállított vagy teljesen átszervezett légiók kaptak hadijelvényt. A történészek úgy vélik, hogy a Legio I a hispániai harcokban elvesztette a sasát, azért újjászervezték és új hadijelvényeket kapott.
Eleinte Oppidum Ubiorumban állomásozott, azon a területen, ahol később Germania Inferior provinciát megszervezték. A megerősített germániai határvidéken ekkor öt légió tartózkodott Publius Quinctilius Varus parancsnoksága alatt. I.sz. 9-ben Varus három légióval a germánok ellen indult, de a teutoburgi erdőben csapdába csalták és valamennyi egységét megsemmisítették. Az I. légió a hátrahagyottak között volt (Varus unokaöccse, Lucius Asprenas parancsnoksága alatt), így elkerülte a pusztulást.
A Germanica melléknevet minden valószínűség szerint ezután, a Nero Claudius Drusus által vezetett büntetőexpedíció során érdemelték ki.

## Lázadás
I. sz. 14-ben a Pannoniában állomásozó légiók soraiban lázongás kezdődött, a katonák több zsoldot és 25 év helyett 16 éves szolgálatot követeltek. Az elégedetlenkedést a császár fia, Iulius Caesar Drusus szerelte le, a vezéreket pedig kivégeztette. A lázadás azonban ekkor már átterjedt a germán határt őrző légiók közül négyre (az I. Germanicára, XXI. Rapaxra, V. Alaudaera és XX. Valeria Victrixre) és több centuriót agyonvertek. A germániai sereg főparancsnoka, a népszerű Germanicus Iulius Caesar (a korábbi parancsnok, Nero Claudius Drusus fia) éppen Galliában szedte be az adót, de a felkelés hírére a légiókhoz sietett. Megígérte nekik a magasabb fizetést és a 16 éves szerződést és Rómába, utazott, tájékoztatni a szenátust. Az I. Germanica és a XX Valeria Victrix Kölnben várta a választ. Visszatérése után Germanicus rávette a katonákat, hogy adják ki a lázadás hangadóit és hadbíróság előtt maguk a legionáriusok dönthettek a letartóztatottak sorsáról.
Az I. légió ezután hosszú ideig Germania Inferior provinciában maradt és részt vett a germán törzsek elleni hadjáratokban.

## Árulás és feloszlatás
I.sz. 69-ben Nero halála után harc tört ki Rómában az utódlás miatt (az ún. négy császár éve). A határvidéken bizonytalanná vált a helyzet, sokan úgy vélték, hogy a birodalom szétesik. A batavusok korábban meghódolt germán törzse fellázadt és sokan csatlakoztak hozzájuk, még a gall belgák is. Két légiót beszorítottak a táborukba és hosszas ostrom után megadták magukat. Egy gall származású római tiszt, Julius Sabinus önálló államot akart létrehozni Galliában és császárnak kiáltotta ki magát. Sikerült meggyőznie az I. Germanica és XVI. Gallica légiókat, hogy álljanak át hozzá, miután Róma cserbenhagyta őket.
Eközben Rómában Vespasianus kerekedett felül. Miután konszolidálta helyzetét Itáliában, nyolc légióval megindult Germániába, a lázadás leverésére. Az átállt légiók megadták magukat, a császár pedig mindkettőt feloszlatta. Az I. Germanica katonáinak egy részét feltehetően a VII. Gemina légióba irányították át.

## Fordítás
- Ez a szócikk részben vagy egészben  a   Legio I Germanica című angol Wikipédia-szócikk ezen változatának fordításán alapul.  Az eredeti cikk szerkesztőit annak laptörténete sorolja fel. Ez a jelzés csupán a megfogalmazás eredetét és a szerzői jogokat jelzi, nem szolgál a cikkben szereplő információk forrásmegjelöléseként.